# Jesenwang
Jesenwang település Németországban, azon belül Bajorországban. Lakosainak száma 1693 fő (2023. december 31.). Jesenwang Mammendorf és Landsberied községekkel határos.

## Népesség
A település népessége az elmúlt években az alábbi módon változott:
| Lakosok száma | 441  | 822  | 771  | 1044 | 1499 | 1503 | 1541 | 1559 | 1626 | 1693 |
|               | 1875 | 1950 | 1975 | 1987 | 2012 | 2014 | 2016 | 2017 | 2021 | 2023 |